# Губерт-Ервін Маєрдресс
Губерт-Ервін Маєрдресс (нім. Hubert-Erwin Meierdress; 11 грудня 1916 — 4 січня 1945) — німецький офіцер, штурмбанфюрер СС. Кавалер Лицарського хреста Залізного хреста з дубовим листя.

## Біографія
15 лютого 1933 року втупив в Гітлер'югенд, 4 квітня 1934 року — в НСДАП (квиток № 3 601 911), 1 серпня 1934 року — в СС (посвідчення № 265 243) і був зарахований в лейбштандарт. З 1 травня 1939 року — командир взводу 13-ї роти (піхотних гармат) штандарту СС «Фюрер». З 12 червня 1939 року — командир взводу артилерійського полку частин посилення СС. Учасник Польської кампанії. З 20 жовтня 1939 року служив в 1-му дивізіоні артилерійського полку СС дивізії СС «Мертва голова». Учасник Французької кампанії і Німецько-радянської війни, командир батареї штурмових гармат StuG 3 свого полку. Відзначився у боях у Дем'янському котлі, де 18 лютого 1942 року був важко поранений і 21 лютого евакуйований з котла. 1 квітня 1942 року переведений до навчального запасного артилерійського полку СС, а після закінчення курсів в 2-му танковому училищі у Вюнсдорфі. З 14 листопада 1942 року — командир 1-го батальйону 3-го танкового полку СС своєї дивізії. Учасник боїв під Харковом і Курськом. 20 вересня 1943 року направлений до навчального запасного танкового полку СС, проте вже в січні 1944 року повернувся до своєї дивізії. Загинув у бою.

## Звання
- Штандартенюнкер СС (11 вересня 1938)
- Шатндартеноберюнкер СС (1 лютого 1939)
- Унтерштурмфюрер СС (20 квітня 1939)
- Оберштурмфюрер СС (9 листопада 1940)
- Гауптштурмфюрер СС (20 квітня 1942)
- Штурмбанфюрер СС (30 січня 1944)

## Нагороди
- Знак Німецької асоціації порятунку життя в золоті
- Почесний кут старих бійців
- Почесна шпага рейхсфюрера СС
- Кільце «Мертва голова»
- Йольський свічник
- Спортивний знак СА в бронзі
- Німецька імперська відзнака за фізичну підготовку в бронзі
- Залізний хрест
  - 2-го класу (19 листопада 1939)
  - 1-го класу (9 листопада 1940)
- Нагрудний знак «За участь у загальних штурмових атаках» в сріблі
- Нагрудний знак «За танкову атаку» в сріблі
- Лицарський хрест Залізного хреста з дубовим листям
  - лицарський хрест (13 березня 1942)
  - дубове листя (№ 310; 5 жовтня 1943)
- Медаль «За зимову кампанію на Сході 1941/42»
- Дем'янський щит
- Нагрудний знак «За поранення» в золоті (вересень 1943) — за 5 поранень.